# Xeno-androgeni
Gli xeno-androgeni sono un gruppo di sostanze create artificialmente che hanno caratteristiche simili all'ormone steroideo umano testosterone e ai suoi derivati. Gli xeno-androgeni attualmente noti includono tocoferoli e tocotrienoli modificati, nicotinamidi modificati e anche il tributile, che è tossico, il trifenile, e il metiltestosterone (MT).

## Scoperta di xeno-androgeni non tossici
Quando si faceva in precedenza riferimento agli xeno-androgeni, la loro connotazione era sempre negativa, soprattutto in quanto interferenti endocrini di forme di vita marine. Gli xeno-androgeni non tossici sono stati per la prima volta descritti nel 2008 dal professore I. Morishita dell'Università di Kyoto e dalla sua équipe. La loro pubblicazione scientifica descriveva come l'all-rac-alfa-tocoferolo acetato stimolasse in molte specie di mammiferi il recettore androgenico (AR). Molte altre équipe accademiche hanno seguito l'esempio del professor Morishita e hanno scoperto nuove informazioni relativamente alla farmacocinetica di queste sostanze.

## Proprietà biologiche degli xeno-androgeni
Si ritiene che i tocoferoli e i tocotrienoli modificati abbiano sia proprietà androgene che proprietà anaboliche. Sono stati inoltre impiegati in via sperimentale per il trattamento della carenza di testosterone.
Il professor William Steiger e la sua équipe hanno pubblicato uno studio dove è stato dimostrato che il principale meccanismo con cui i tocoferoli/tocotrienoli modificati agiscono è la loro attività anti-glucocorticoide mediata dallo spostamento dei glucocorticoidi dai loro recettori, dall'aumento dell'attività della creatina fosfochinasi nei muscoli dello scheletro e dall'aumento del fattore di crescita insulino-simile (IGF)-1 attraverso la circolazione così come dall'aumentata regolazione dei recettori IGF-1. Nelle azioni anaboliche/anticataboliche degli xeno-androgeni tali meccanismi possono giocare un ruolo ben maggiore di quanto si credesse in precedenza.

## Base scientifica per l'azione diversificata delle modificazioni dei tocoferoli
Anche se questo fatto viene di solito trascurato, i tocoferoli, i tocotrienoli e i nicotinamidi, comuni sostanze base di xeno-androgeni prodotte commercialmente, possono esistere in innumerevoli forme diverse. Benché per qualunque fine giuridico il tocotrienolo mantenga tuttora, ad esempio, il suo nome (e con tale nome venga venduto come integratore alimentare), tale sostanza può avere alcune proprietà estremamente specifiche.
Un'équipe internazionale dell'Università di Londra descrisse per prima le variazioni del tocoferolo nel 1989. Nell'articolo, pubblicato nella rivista Annals of the New York Academy of Sciences Annali dell’Accademia delle Scienze di New York si arriva alla conclusione che:
L'attività biologica dei tocoferoli si distingue considerevolmente e tale variazione è solo parzialmente correlata con l'attività antiossidante dei tocoferoli quando essa viene studiata in un mezzo lipidico. Una serie di caratteristiche della molecola del tocoferolo evidentemente contribuisce all'attività biologica, e ciò può essere comparato o con l'attività dell'all-rac-alfa-tocoferolo sintetico oppure con quella dell'RRR-alfa-tocoferolo naturale. Le caratteristiche che causano le alterazioni nell'attività biologica possono includere (1) la presenza o l'assenza di gruppi metilici nell'anello con la quinta, settima e ottava posizione; (2) una serie di atomi del carbonio nella catena laterale; (3) la stereospecificità degli atomi del carbonio 2˚, 4˚ e 8˚; (4) la ramificazione della catena laterale; (5) l'anello del cromanolo rispetto all'anello del furanolo e (6) il punto di attacco della catena laterale alla struttura dell'anello. Il lavoro descritto nel presente documento è uno studio sistematico in cui l'effetto sulla crescita e sulla sintesi delle prostaglandine E2 è stato misurato su base comparativa per una serie di composti strutturalmente modificati.

## Le modificazioni dei nicotinamidi
I nicotinamidi, un'altra sostanza base comune degli xeno-androgeni, sono anch'essi, in condizioni particolari, polimorfi. I polimorfi dei nicotinamidi sono stati per la prima volta descritti da Tomoaki Hino, James L. Ford e Mark W. Powell nel loro studio Valutazione dei polimorfi dei nicotinamidi tramite calorimetria differenziale a scansione (Università John Moores, Liverpool, 2000) [Assesment of nicotinamide polymorphs by differential scanning calorimetry (Liverpool John Moores University, 2000)].

## Classificazione
I tocoferoli, i tocotrienoli e i nicotinamidi modificati vengono riconosciuti in base al loro codice specifico alfanumerico, ad es. #3668fh. Attualmente sono note 254 modificazioni, originalmente elaborate al computer tramite un algoritmo. Il 19% circa delle modificazioni è stato testato in laboratorio su mammiferi e 12 xeno-androgeni sono attualmente realizzati in Europa da imprese commerciali come prodotti per migliorare le prestazioni. Un elenco completo è stato pubblicato a febbraio del 2012 nella Rivista specialistica europea di endocrinologia [European Journal of Endocrinology].

## Xeno-androgeni tossici

### Esseri umani
La ricerca ha dimostrato che molti xeno-androgeni possono avere effetti potenzialmente dannosi tanto sugli animali quanto sugli esseri umani. Gli studi hanno rivelato che una segnalazione AR interrotta tramite inquinanti organici persistenti (POP) che agiscono come xeno-androgeni può avere come conseguenza dei disturbi riproduttivi per gli esseri umani di sesso maschile. Ci sono prove concrete che dimostrano come in tutto il mondo gli uomini siano stati variamente menomati a causa degli xeno-androgeni. In uno studio condotto da Tanja Krüger e dai suoi colleghi è stato accertato che due gruppi di studio, gli Europei e gli Inuiti, erano stati esposti a diversi livelli di xeno-androgeni. Le differenze erano attribuite alle variazioni nei profili dell'esposizione alle sostanze chimiche, alle variazioni genetiche o ancora a fattori collegati con lo stile di vita e potevano condurre a diversi problemi di salute in relazione al livello ormonale. In uno studio successivo si è quindi scoperto che nei gruppi europei le attività dei recettori indotti da sostanze xenobiotiche (da sostanze xeno-androgene) erano positivamente correlate con il danneggiamento del DNA, come misurato tramite il danneggiamento del DNA dello sperma. Il danneggiamento del DNA è in stretta relazione con molte malattie, incluso il cancro.

### Animali
La popolazione dei pesci che vivono liberi in zone contaminate da xeno-androgeni possono soffrire di maggiori danneggiamenti del DNA: questo perché l'acqua è spesso più inquinata da xeno-androgeni che gli altri ambienti. L'esposizione cronica a bassi livelli di TBT, TPT, EE2 (etinilestradiolo) e delle loro mischie binarie TBT + EE2 e TPT + EE2 è genotossica per i pesci Danio rerio (Danio zebrato). Effetti dannosi sono stati accertati anche per gli invertebrati, come molluschi, crostacei ed echinodermi. TPT e TBT interferiscono in percorsi metabolici come la solfatazione del testosterone, l'esterificazione del testosterone e l'attività della 5-alfa reduttasi. C'è una sensibilità differente di tali percorsi metabolici per i composti androgeni unitamente alle differenze dell'interfila nel metabolismo degli androgeni. In uno studio realizzato specificamente con dei molluschi, TBT (tributile) e MT (metiltestosterone) hanno causato imposex (comparsa di caratteri sessuali maschili su organismi femmine). Un'esposizione a TBT per un periodo pari a 100 giorni ha condotto a una diminuzione del livello del testosterone (60 – 85%) e dell'estradiolo (16 – 53%) negli organismi di sesso femminile, mentre non ha provocato alcun effetto sugli organismi di sesso maschile. L'esposizione a MT non ha invece influenzato il livello di steroidi esterificati né negli organismi di sesso maschile né in quelli di sesso femminile, mentre dopo 150 giorni di esposizione presso gli organismi di sesso femminile si è sviluppato l'imposex.

## Impiego come medicinali per migliorare le prestazioni
I tocoferoli/tocotrienoli modificati sono recentemente entrati in produzione dopo che un gruppo di investitori hanno ottenuto i diritti commerciali per la maggior parte degli xeno-androgeni conosciuti. Tali investitori hanno introdotto sul mercato una linea di prodotti che si rivolge ai fruitori di stereoidi androgeni anabolizzanti. Equivalenti degli steroidi anabolizzanti sono in commercio dalla seconda metà del 2011 ma alcuni atleti professionisti li usano sin dall’inizio del 2010. Nei media ufficiali (Agenzia stampa americana Associated Press) la prima menzione relativa all’impiego di xeno ormoni da parte di atleti di grande fama è collegata alla nazionale di nuoto russa, che ne ha fatto uso durante i Mondiali di Shanghai. C’è però un numero sempre maggiore di segnali che sottolineano il fatto che i tocoferoli/tocotrienoli modificati vengono oggi utilizzati da un numero sempre maggiore di professionisti come alternativa legale e non rilevabile agli steroidi anabolizzanti “reali”. E proprio a causa delle somiglianze degli xeno-androgeni con i veri stereoidi anabolizzanti, contro il loro uso si leva oggi la veemente protesta dell’agenzia WADA-AMA (Agenzia mondiale antidoping, World Anti-Doping Agency), organo antidoping internazionale.